# Partides de Lleida
Les Partides de Lleida són la suma de les Partides Rurals que envolten la ciutat de Lleida, omplint-ne el terme municipal.

## Geografia
Hi ha 56 partides en total, i el seu conjunt, de 19.215 hectàrees, forma l'Horta de Lleida.

## Economia i Ecologia
És un espai agrari on les principals activitats econòmiques són l'agricultura i la ramaderia. Però el seu caràcter distintiu ve marcat per la seva proximitat urbana, que condiciona un tipus determinat d'agricultura i la presència de determinats components urbans.
La situació estratègica de l'Horta de Lleida, per la seva proximitat a Lleida ciutat, i el seu valor cultural i ecològic, ofereixen potencialitats de desenvolupament on es compatibilitza la producció agrària lligada al territori, la conservació del paisatge i l'ús social.